# Sporting Clube Ferreirense
O Sporting Clube Ferreirense é um clube de futebol português, fundado em 1955 e localizado na vila alentejana de Ferreira do Alentejo. Por ocasião do 50.º aniversário da sua fundação, em 2005, recebeu a Medalha de Bons Serviços Desportivos.

## História
O clube foi fundado em 1955 e é uma filial do Sporting Clube de Portugal.
Venceu a Taça do Distrito na temporada 2013-14.

## Ligas
- Duas vezes Campeão Distrital da 1.ª Divisão da AF Beja nos últimos 15 anos (1990/91 e 2001/02)
- 2005-2006 - 1.ª divisão distrital da Associação de Futebol de Beja (8.º lugar, 36 pts.)
- 2006-2007 - 1.ª divisão distrital da Associação de Futebol de Beja (6.º lugar, 40 pts.)

## Campo de Jogos
A equipa tem ao seu dispor para os jogos caseiros o Municipal de Ferreira do Alentejo.

## Marca do equipamento
A equipa de futebol utiliza equipamento da marca Lacatoni.

## Patrocínio
A equipa de futebol tem o patrocínio de Azeite de Alfundão